# Liège-Bastogne-Liège 2005
91. edycja jednodniowego wyścigu (tzw. klasyk) Liège-Bastogne-Liège odbyła się 24 kwietnia na trasie długości 260 kilometrów. Do mety dojechało 113 kolarzy, a cały wyścig wygrał Kazach, Aleksander Winokurow.

## Wyniki
| M-ce | Imię i nazwisko      | Kraj       | Drużyna                    | Czas                      |
| ---- | -------------------- | ---------- | -------------------------- | ------------------------- |
| 1.   | Aleksander Winokurow | Kazachstan | T-Mobile Team              | 6h 29min 09s (40,09 km/h) |
| 2.   | Jens Voigt           | Niemcy     | Team CSC                   | ten sam czas              |
| 3.   | Michael Boogerd      | Holandia   | Rabobank                   | + 0.14                    |
| 4.   | Paolo Bettini        | Włochy     | Quick Step                 | + 0.24                    |
| 5.   | Cadel Evans          | Australia  | Davitamon-Lotto            | ten sam czas              |
| 6.   | David Etxebarria     | Hiszpania  | Liberty Seguros-Würth Team | + 0.27                    |
| 7.   | Miguel Perdiguero    | Hiszpania  | Phonak Hearing Systems     | + 0.28                    |
| 8.   | Mirko Celestino      | Włochy     | Domina Vacanze             | ten sam czas              |
| 9.   | Damiano Cunego       | Włochy     | Lampre-Caffita             | ten sam czas              |
| 10.  | Angel Vicioso        | Hiszpania  | Liberty Seguros-Würth Team | ten sam czas              |